# Kabinett Khuen-Héderváry II

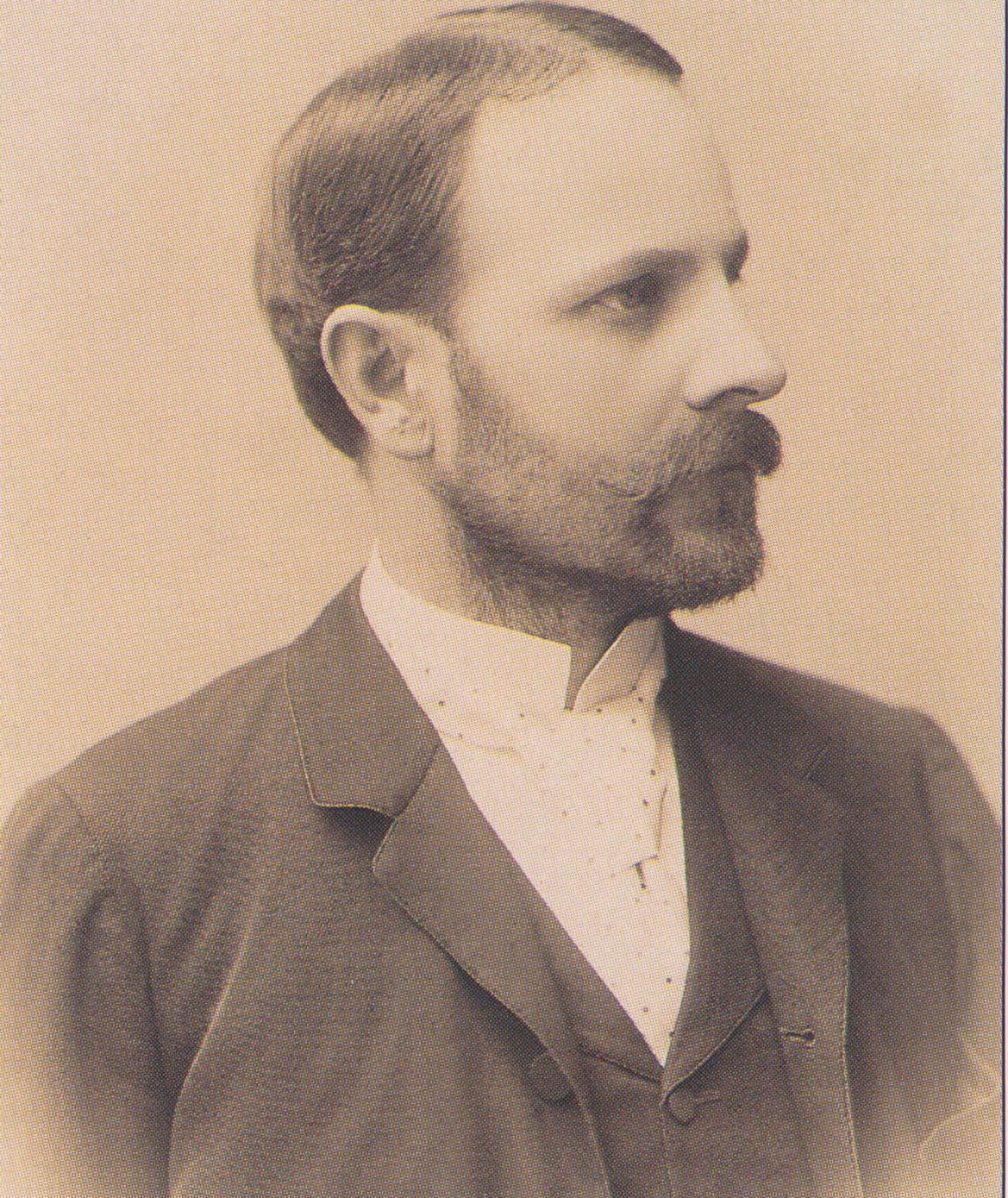
Károly Khuen-Héderváry

Das Kabinett Khuen-Héderváry II war die Regierung des Königreichs Ungarn von 1910 bis 1912. Sie wurde vom ungarischen Ministerpräsidenten Károly Khuen-Héderváry am 17. Januar 1910 gebildet und bestand bis 22. April 1912.

## Minister
Parteien:
_ Nationale Partei der Arbeit (Nemzeti Munkapárt)
| Amt | Amtsträger | Amtsträger               | Beginn der Amtszeit | Ende der Amtszeit |
| --- | ---------- | ------------------------ | ------------------- | ----------------- |
| Ministerpräsident, Innenminister, Minister am Allerhöchsten Hoflager (interim), Minister für Kroatien-Slawonien-Dalmatien (interim) |            | Károly Khuen-Héderváry   | 17. Januar 1910     | 22. April 1912    |
| Finanzminister |            | László Lukács            | 17. Januar 1910     | 22. April 1912    |
| Landesverteidigungsminister |            | Samu Hazai               | 17. Januar 1910     | 22. April 1912    |
| Minister für Kultus und Unterricht                                                                                                  |            | Ferenc Székely (interim) | 17. Januar 1910     | 1. März 1910      |
| Minister für Kultus und Unterricht                                                                                                  |            | János Zichy              | 1. März 1910        | 22. April 1912    |
| Justizminister |            | Ferenc Székely           | 17. Januar 1910     | 22. April 1912    |
| Handelsminister |            | Károly Hieronymi         | 17. Januar 1910     | 4. Mai 1911       |
| Handelsminister |            | László Lukács            | 5. Mai 1911         | 18. Oktober 1911  |
| Handelsminister |            | László Beöthy            | 18. Oktober 1911    | 22. April 1912    |
| Ackerbauminister |            | Béla Serényi             | 17. Januar 1910     | 22. April 1912    |